# Béhen
Béhen is een gemeente in het Franse departement Somme (regio Hauts-de-France) en telt 439 inwoners (1999). De plaats maakt deel uit van het arrondissement Abbeville.

## Geografie
De oppervlakte van Béhen bedraagt 9,8 km², de bevolkingsdichtheid is 44,8 inwoners per km².
De onderstaande kaart toont de ligging van Béhen met de belangrijkste infrastructuur en aangrenzende gemeenten.

## Demografie
Onderstaande figuur toont het verloop van het inwonertal (bron: INSEE-tellingen).